# Анатолийски еялет
Анатолийският еялет или Еялет Анатолия (на османски турски: ایالت آناطولی; Eyālet-i Anaṭolı)) е хронологично втория и по важност османски еялет след Румелийския еялет, сформиран в ранните години на Османската империя. Само Румелийският (включващ българските земи) бил по-важен от Анатолийския, поради което е втори в османската провинциална йерархия. Също като Румелийския и Анатолийския е наричан бейлербейство.
Създаден през 1393 г. и обхваща Западна Анатолия с първа столица Ангора, след която Кютахия. Площта му е 170 430 км².